# ラプラン寺
ラブラン寺は甘粛省甘南チベット族自治州夏河県にあるゲルク派の寺院。ラプラン・タシーキル寺とも言う。中国語では拉卜楞寺と表記する。チベット自治区のガンデン寺・セラ寺・デプン寺・タシルンポ寺、青海省のクンブム・チャンパーリン寺（タール寺）とともにゲルク派六大僧院のひとつとされる。
1710年にジャムヤン・シェパ一世によって創建。往時は108の寺があり、活仏も500人前後が在籍していたという。しかし、文化大革命で閉鎖され、多くの堂・僧院が破壊された。その後多くの建物が再建され、現在在籍している僧は千人規模となっている。
現在はチベットのゲルク派寺院では最高レベルの学問寺となっている。

## アクセス
蘭州南バスターミナルからバスで夏河バスターミナルまで行き、徒歩25分または市内バス1・3路（1人1元）で「朶寺溝」バス停下車、または乗り合いタクシー（1人2元）で行くのが一般的。ただ、蘭州から夏河までの直行バスは1日4往復程度しかない。蘭州と夏河の中間にある臨夏で乗り換えの方法だと、それぞれ30分おき程度運行されているのだが、区間バスは高速道路の利用区間が短いため、乗り換え時間を含めて2～3時間ほと余計に所要時間がかかる。

## 拝観
堂内の拝観は40元のチケットが必要。1・3路バスの「朶寺溝」バス停と、1・2・3路バスの「騰志橋」バス停の間にある「ラプラン寺旅游中心」でチケットを購入し、幾人か集まったところでガイド役のチベット人僧侶に連れられて、日によって異なるが4～5箇所の堂内を拝観し、最後の堂外で解散となる。ガイドの案内は中国語のみである。境内や堂外の拝観のみなら無料となる。「貢唐宝塔」という塔の上に登ることができる堂のみ20元の別料金がかかる。12時から14時まではほとんどの堂の門が閉鎖され、境内の通路のみの拝観となり、チケット売り場も閉鎖となる。チベット人は無料である。